# Matteo Ricci
Matteo Ricci (n. 6 octombrie 1552, Macerata, Marchia Anconitana, Statele Papale – d. 11 mai 1610, Beijing, Dinastia Ming⁠(d)) a fost un călugăr iezuit italian, astronom și matematician, unul din primii misionari creștini din China.

## Biografie
Ricci a sosit la Macao în 1582, de unde a început activitatea misionară. Mai întâi a fost asistentul lui Michele Ruggieri, autorul primului dicționar portughez-chinez. În anul 1594 iezuiții au întemeiat Colegiul Sfântul Paul din Macao, prima școală superioară după model european din Asia.
În anul 1601 Ricci a fost primul european care a obținut permisiunea de a intra în Orașul Interzis din Beijing, la invitația împăratului Wanli, interesat de asemenea de astronomie.

## Contribuții
Ricci a tradus Elementele lui Euclid în chineză și scrieri confucianiste în latină. Mai mulți înalți oficiali chinezi s-au convertit la creștinism în urma întâlnirii cu Ricci.
A murit la Beijing.

## Legături externe
- Inculturation: Matteo Ricci's Legacy in China Arhivat în 22 februarie 2014, la Wayback Machine. [Videoclipuri scurte de la simpozionul „Moștenirea lui Ricci” de la Georgetown.]
- University of Scranton: Matteo Ricci, S.J. Arhivat în 18 martie 2008, la Wayback Machine.
- The Zhaoqing Ricci Center Arhivat în 19 aprilie 2015, la Wayback Machine.
- Article about the tomb of Matteo Ricci in Beijing
- Ricci Institute for Chinese-Western Cultural History Arhivat în 27 februarie 2010, la Wayback Machine.
- Rotary Club Macerata Matteo Ricci (in Italian) Arhivat în 28 august 2017, la Wayback Machine.
- Matteo Ricci moves closer toward beatification